# Ruben Madsen
Ruben Madsen (født 26. december 1953 i Nykøbing Mors) er en dansk politolog], som er tidligere ambassadør.
Madsen blev uddannet cand.scient.pol. fra Aarhus Universitet i 1979. Samme år kom han ind i udenrigstjenesten, hvor han først var sekretær, siden fuldmægtig. Han blev siden ambassadeskeretær på Danmarks ambassade i Tanzania og blev senere kontorchef i Udenrigsministeriet. Fra 2000 til 2002 var han souschef ved Danmarks Faste Repræsentation ved FN i New York, hvor han havde titel af ambassadør. Derefter blev han ambassadør i Serbien, Ankara og Kyiv. Han har derudover arbejdet som sekretær for Udenrigspolitisk Nævn i Folketinget.
Siden 2004 har han været ridder af 1. grad af Dannebrog.